# Puig de la Solana
El Puig de la Solana és una muntanya de 561 metres que es troba al municipi de Ponts, a la comarca catalana de la Noguera.